# Clematis oligantha
Clematis oligantha är en ranunkelväxtart som beskrevs av Takenoshin Nakai. Clematis oligantha ingår i släktet klematisar, och familjen ranunkelväxter. Inga underarter finns listade i Catalogue of Life.